# Dovadola
Dovadola (romanyol nyelven Dvêdla) település Olaszországban, Emilia-Romagna régióban, Forlì-Cesena megyében. Lakosainak száma 1573 fő (2023. január 1.). Dovadola Castrocaro Terme e Terra del Sole, Modigliana, Predappio és Rocca San Casciano községekkel határos.

## Népesség
A település lakossága az elmúlt években az alábbi módon változott:
| Lakosok száma | 1612 | 1581 | 1573 |
|               | 2017 | 2018 | 2023 |